# Pactos de Maio

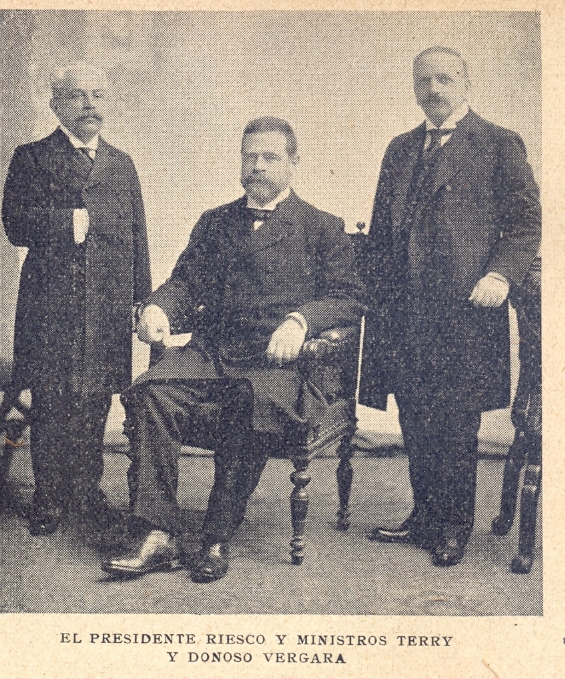
Da esquerda para a direita: o ministro argentino José A. Terry, o presidente chileno Germán Riesco e o ministro das Relações Exteriores do Chile, José Francisco Vergara Donoso.

Os Pactos de Maio ou Tratado de Equivalência Naval, Paz e Amizade (em castelhano:  Pactos de Mayo ou Tratado de Equivalencia Naval, Paz y Amistad) são quatro protocolos assinados em Santiago do Chile pelo Chile e pela Argentina, a fim de consolidar suas relações e resolver suas disputas territoriais. Os pactos foram assinados em 20 de maio de 1902 pelo Ministro Plenipotenciário argentino José Antonio Terry e pelo ministro das Relações Exteriores chileno José Francisco Vergara Donoso, durante as presidências de Julio Argentino Roca e Germán Riesco, com o objetivo de pôr fim aos conflitos que haviam conduzido ambos os países a aumentarem os seus orçamentos militares e a embarcarem numa corrida armamentista na década de 1890.
O Tratado compreende:
- Ata Preliminar: a Argentina renuncia à intervenção nos assuntos chilenos no Oceano Pacífico.
- Tratado Geral de Arbitragem: acordo-quadro para definir como resolver controvérsias territoriais. As partes foram obrigadas a submeter-se à arbitragem para litígios de qualquer natureza entre elas que não pudessem ser resolvidos por negociações diretas. O governo de Sua Majestade Britânica e o governo da Confederação Suíça foram escolhidos como árbitros.
- Acordo que ratifica a criação de uma comissão para definir os marcos fronteiriços no terreno. Em 10 de julho de 1902, foi assinado um protocolo adicional, conhecido como Ata Esclarecedora.
- Convenção de Limitação de Armas Navais: O mais famoso dos protocolos é o tratado de controle de armas. Surgiu das conclusões da intervenção de Sua Majestade Britânica através dos seus embaixadores, A. C. Barrington na Argentina e Gerardo A. Lowther no Chile. Estabeleceu que Chile e Argentina deveriam vender os navios de guerra que haviam adquirido e que estavam sendo construídos na Europa e desarmar alguns navios já em serviço, reduzindo o número das suas esquadras até conseguir uma equivalência entre os dois; não aumentar os seus armamentos navais dentro de cinco anos.[1][2]

Mais importante ainda, ao longo do tempo, o pacto resolveu a disputa de projeção de poder entre os dois países, atribuindo a cada um uma esfera de influência: o Pacífico para o Chile, o Atlântico e o Rio da Prata para a Argentina. Segundo Rizzo Romano, este pacto é o primeiro acordo sobre controle de armas.
Por fim, o rei Eduardo VII do Reino Unido faria uma demarcação ad hoc através de seu laudo de 1902.